# 黄绒豆腐柴
黄绒豆腐柴（学名：Premna velutina）为马鞭草科豆腐柴属下的一个种。

## 扩展阅读
- 維基物種上的相關：黄绒豆腐柴